# Heldenlaan
De Heldenlaan is een laan in het centrum van de Belgische stad Zottegem die het Egmontkasteel en het Egmontpark aan de Graaf van Egmontstraat verbindt met de Markt en het stadhuis. 

## Geschiedenis
De laan ontstond rond de 13e eeuw toen de kasteelheren van Zottegem een nieuwe woonkern met parochiekerk stimuleerden ten zuiden van het Egmontkasteel. Bij archeologisch onderzoek op de Heldenlaan werden resten van pottenbakkersactiviteit teruggevonden uit de 13e eeuw. Er moet echter al lang voor het ontstaan van de Heldenlaan menselijke activiteit geweest zijn in de buurt: bij archeologisch onderzoek werd een kuiltje aangesneden met een hoeveelheid scherven uit de IJzertijd (750-500 v. Chr.)
In 1818 werd er uit het het legaat van de ongehuwde ijzerkoopman Jan Emanuel Dubelloy een armenschool opgericht, waar arme en weesmeisjes (aermschole voor aerme en weezenmeyskens) tussen 5 en 18 jaar werden opgevangen onder bescherming van de Heilige Barbara (tot de armenschool in 1927 verhuisde naar de Nieuwstraat).  In 1845 werd het eerste burgerlijke ziekenhuis van Zottegem er gesticht in de woning van Adrianus-Franciscus De Colfmaeker (1770-1841), tot het in 1847 verhuisde naar de Deinsbekestraat (latere Dokter Goffaertskliniek).
Op 25 september 1921 werd het Heldenmonument er opgericht ter nagedachtenis van de Zottegemse slachtoffers van de Eerste Wereldoorlog. Er werden gelijktijdig met de oprichting van het Heldenmonument ook 26 gekandelaarde platanen geplant; er blijven nu nog 20 platanen over. Er werd ook 1 zomereik als vrijheidsboom (vredesboom) aangeplant.. De Heldenlaan heette vanaf minstens 1600 tot 1933 Neerstraat (Nederstraete) en werd nog vroeger de Kasseie (1426 vander cautsieden), de Heerweg en de Rechte Weg genoemd. De laan maakt deel uit van de N462. 
In 1993 werd de Poort der Vlaamse Ardennen er onthuld. De laan is (samen met de Stationsstraat en de Hoogstraat) een van de belangrijkste centrumwinkelstraten van de stad. In 2022 werden de plannen bekendgemaakt voor een volledige heraanleg van de Heldenlaan vanaf 2025. Sinds 2023 loopt de GR122 over de Heldenlaan.

## Afbeeldingen

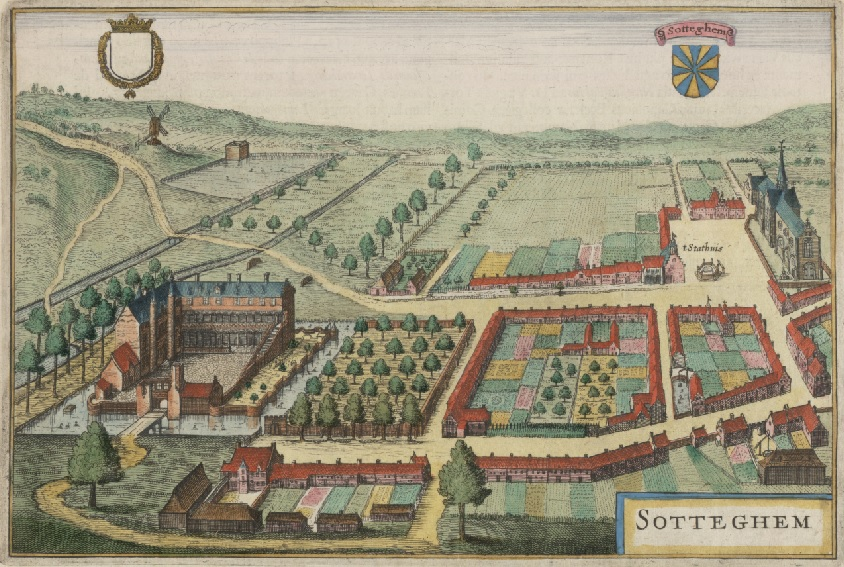
Neerstraete tussen Egmontkasteel en stadhuis in 1641
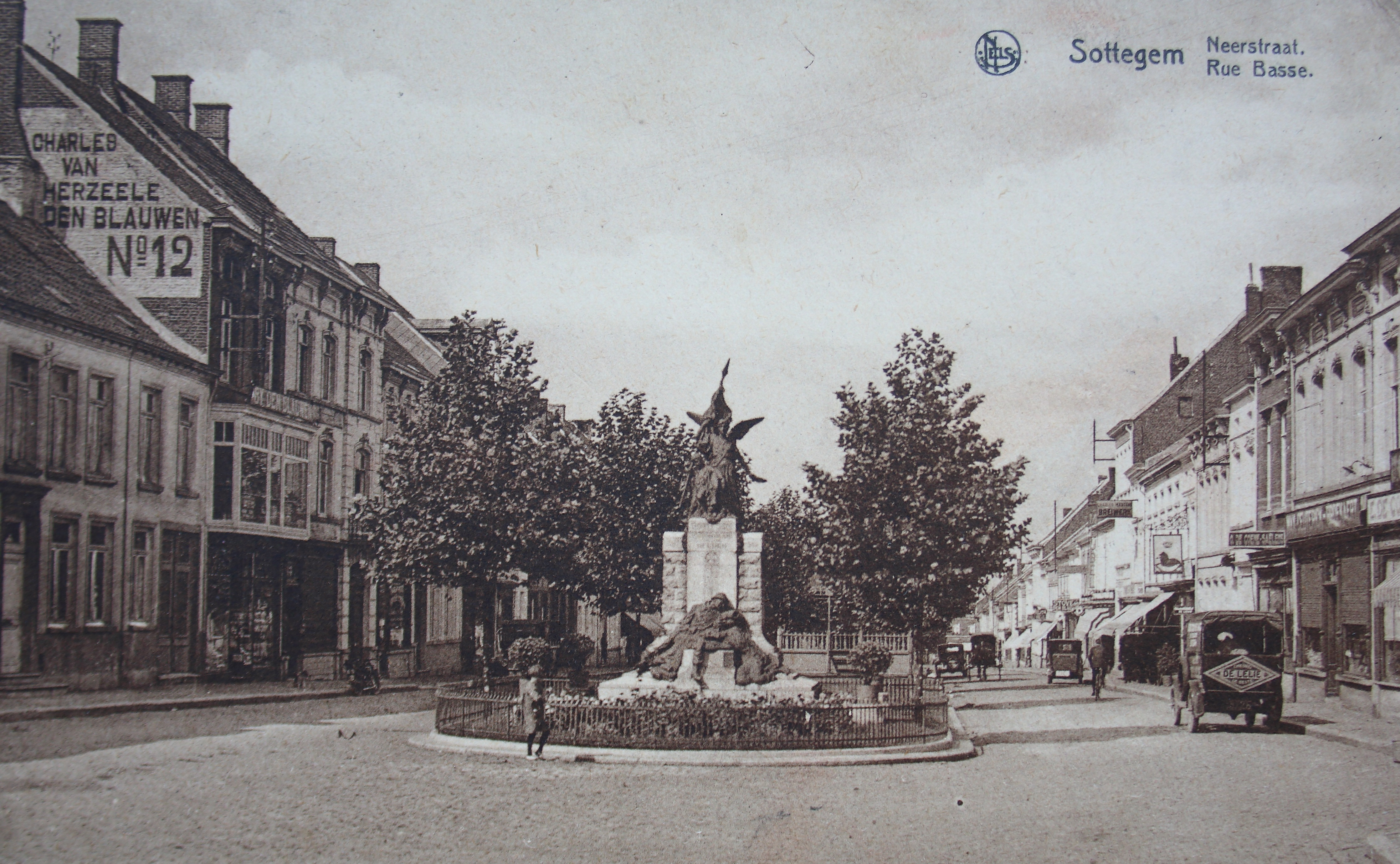
Historische prentbriefkaart
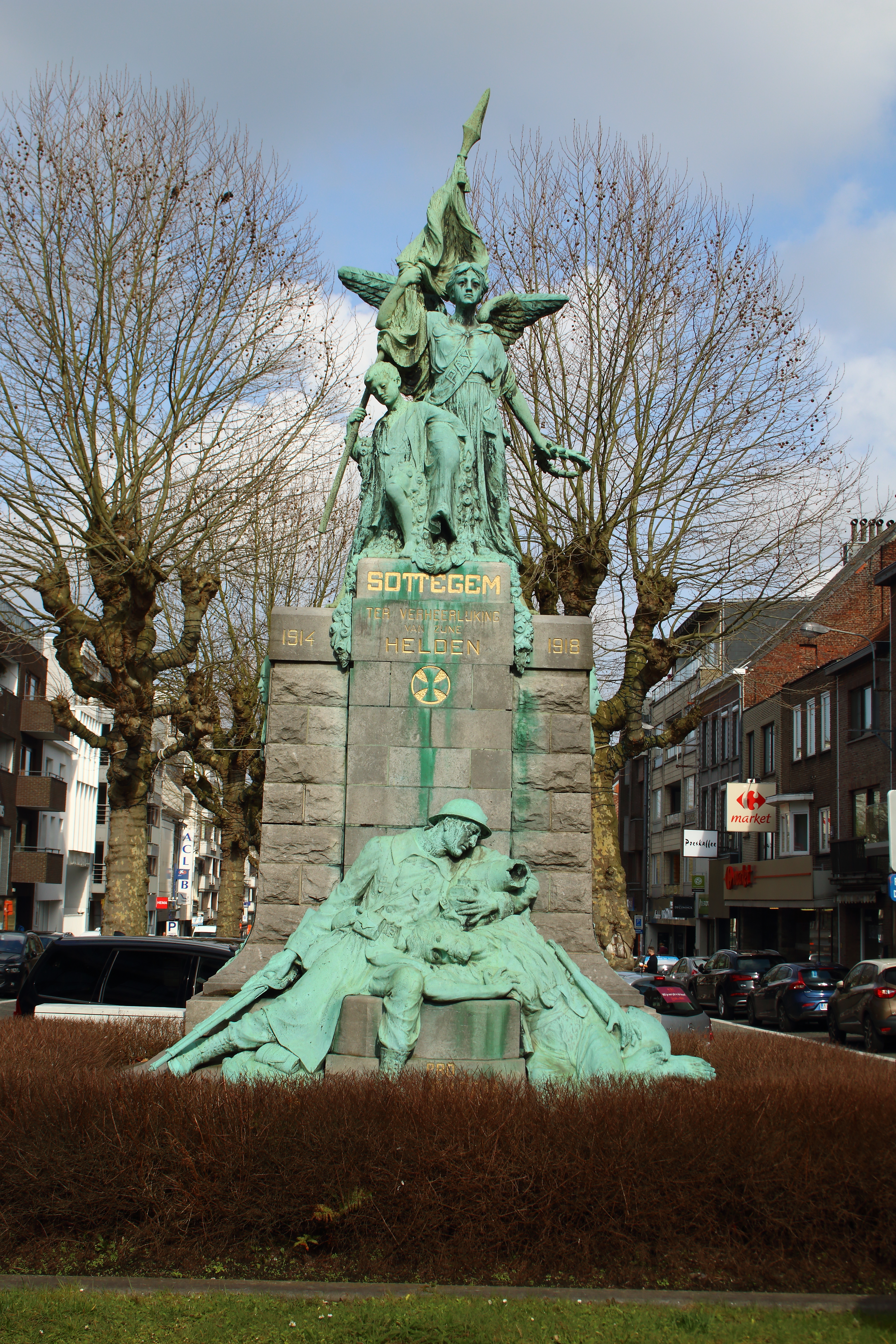
Heldenmonument
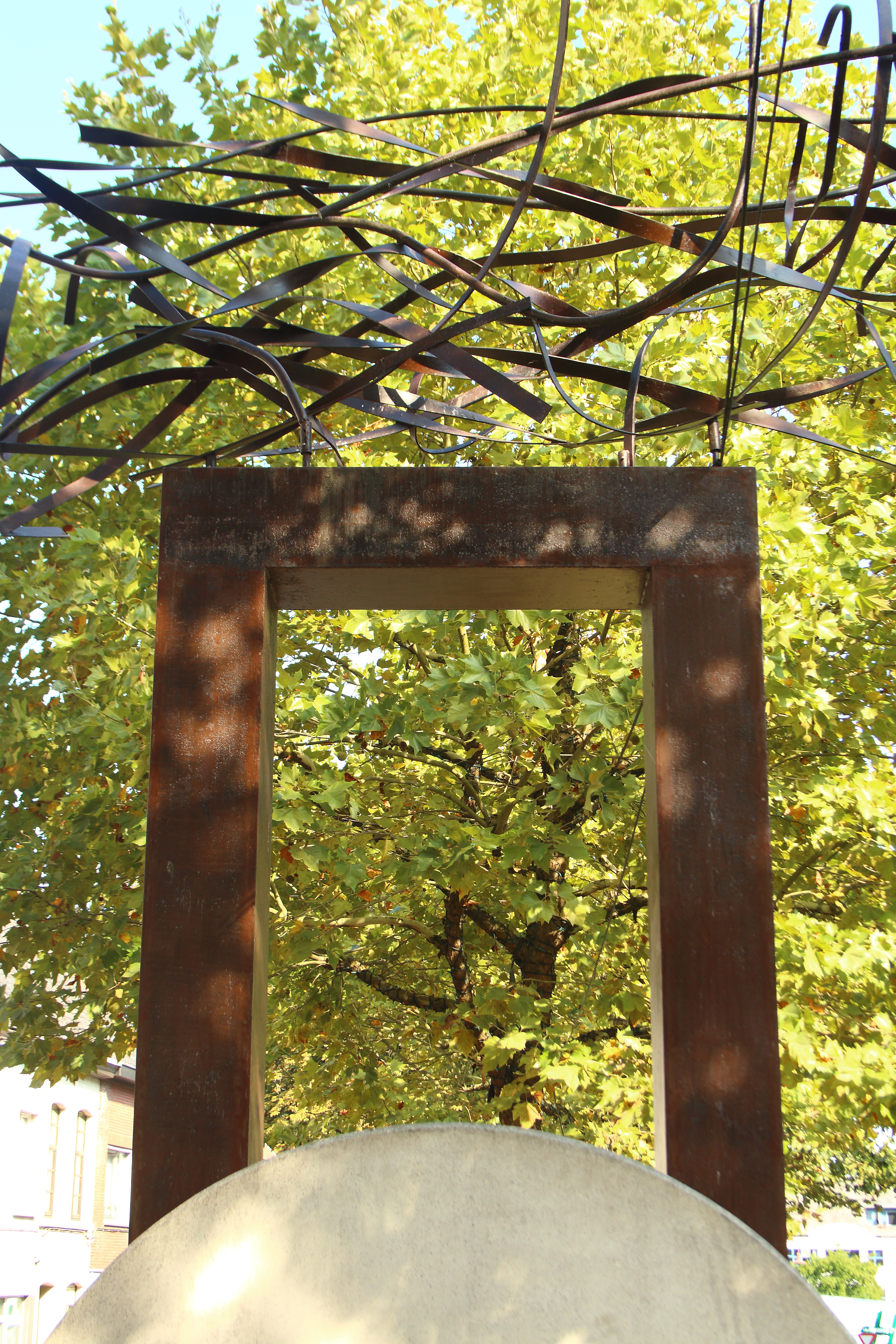
Poort der Vlaamse Ardennen
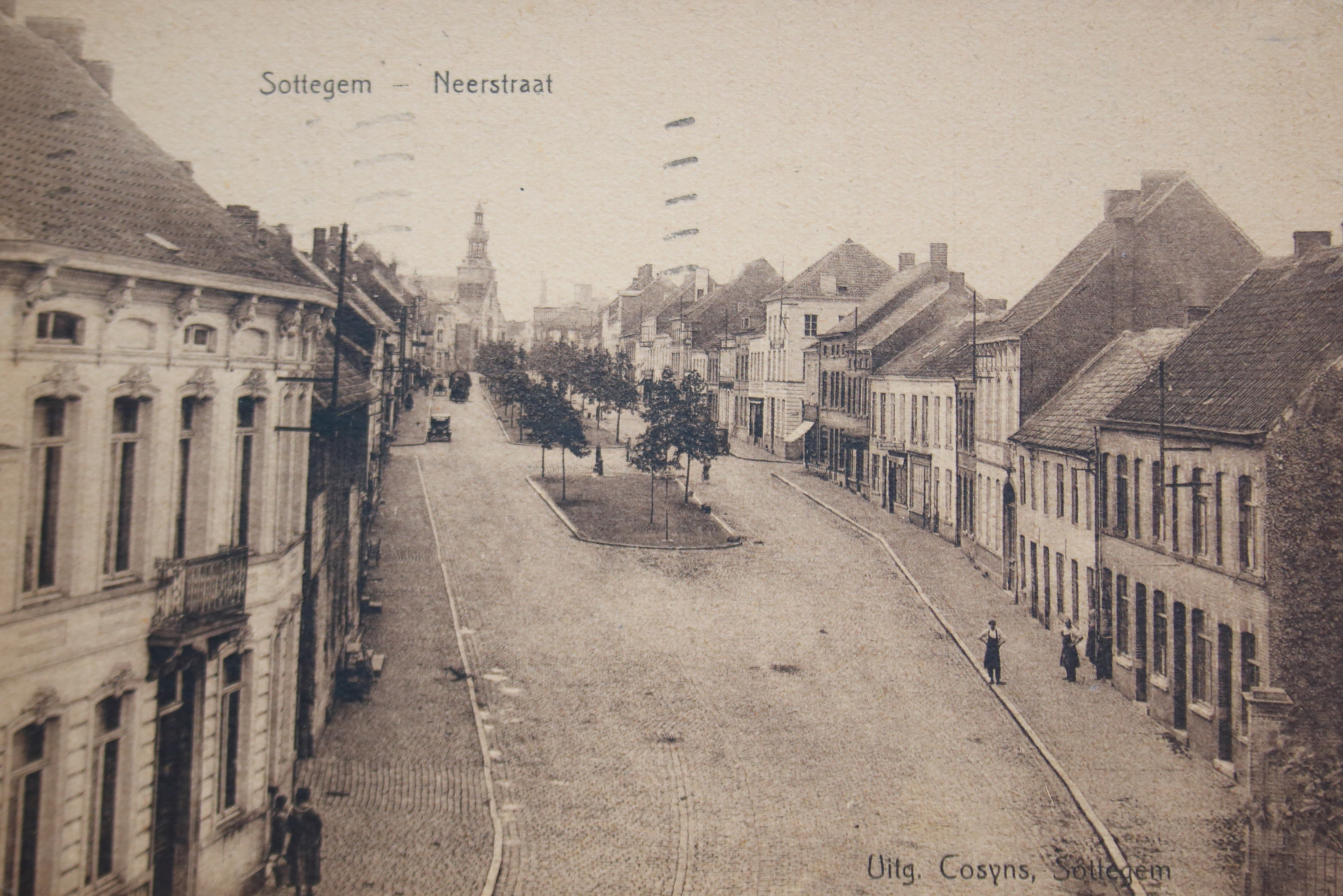
Historische prentbriefkaart
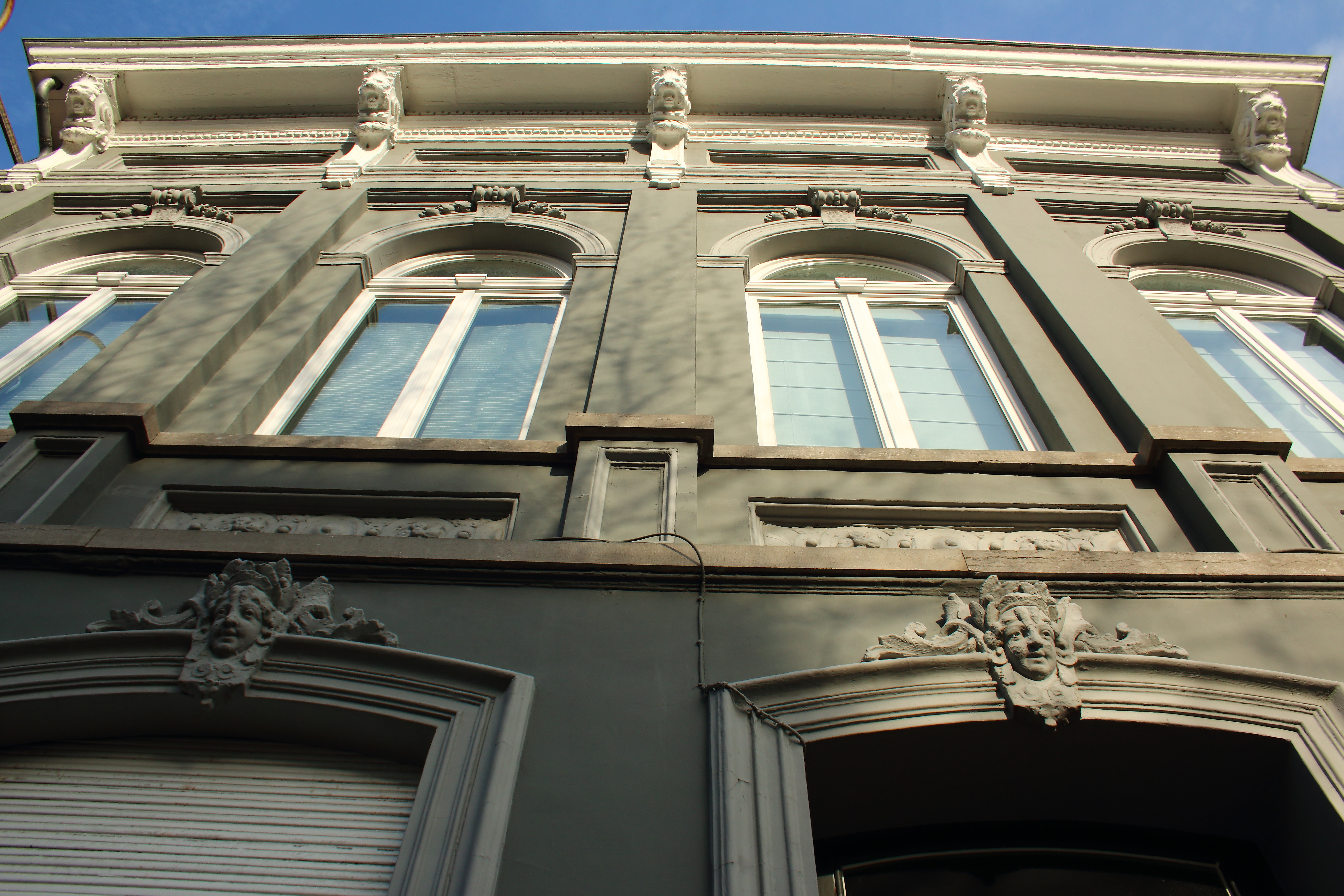
Herenhuis op de Heldenlaan